# Bubele
Bubele (lit. Bubeliai – wieś w Polsce położona w województwie podlaskim, w powiecie sejneńskim, w gminie Sejny. 
| SIMC    | Nazwa          | Rodzaj    |
| ------- | -------------- | --------- |
| 1011916 | Janiszki       | część wsi |
| 1011939 | Kolonia Bubele | część wsi |
| 1012130 | Wojnary        | część wsi |

Pierwsze wzmianki o wsi Bubele pochodzą z 1684. W latach 1915–20 we wsi istniała litewska szkoła podstawowa, filie różnych organizacji litewskich (reaktywowane w latach 1958–90). Na początku II wojny światowej Niemcy wysiedlili na Litwę około 80% ludności Bubeli. W 1934 wieś zamieszkiwały 334 osoby, z czego 96% było narodowości litewskiej, a w 1976 liczba mieszkańców wynosiła 73 osoby, z czego 55% było nar. litewskiej.
Wieś szlachecka położona była w końcu XVIII wieku  w powiecie grodzieńskim województwa trockiego. W latach 1975–1998 miejscowość administracyjnie należała do województwa suwalskiego.
Według danych z 2008 we wsi mieszkały 94 osoby, z czego połowa była narodowości litewskiej.
We wsi w 1912 urodził się litewski poeta Albinas Žukauskas.